# Parafia Podwyższenia Krzyża Świętego w Tczewie
Parafia Podwyższenia Krzyża Świętego w Tczewie – rzymskokatolicka parafia położona w Tczewie. Jest najstarszą parafią w mieście.
Od 2024 proboszczem jest ks. dr Łukasz Kątny.

## Zasięg parafii
Ulice: Baczyńskiego, Bałdowska, Bema, Ceglarska, Chopina, Czyżykowska, H. Dąbrowskiego, J. Dąbrowskiego, Dominikańska, Garncarska, Fenikowskiego, Pl. Hallera, Iwaszkiewicza, Jabłoniowa, Jana z Kolna, Kołłątaja, Konopnickiej, Krasińskiego, Konarskiego, Kochanowskiego, Kasprowicza, Kopernika, Kręta, Krótka, Kościelna, Kościuszki, Kusocińskiego, Królowej Jadwigi, Lipowa, Lecha, Łazienna, Matejki, Mestwina, Mickiewicza, 1 Maja, Nadbrzeżna, Nad Wisłą, Nowowiejska, Nowa, Ogrodowa, Okrzei, Orkana, Orzeszkowej, Obrońców Westerplatte, Paderewskiego, Parkowa, Pl. Piłsudskiego, Prusa, Podgórna, Podmurna, pl. św. Grzegorza, Pułaskiego, Polna, Reja, Rybacka, Sambora, Samborówny, Sienkiewicza, Słowackiego, Skromna, Szkoły Morskiej, Stara, Starowiejska, Staszica, Strzelecka, Sportowa, St. Kard. Wyszyńskiego, Stroma, 30 Stycznia, Sambora, Tetmajera, Ważyka, Wąska, Wodna, Wojska Polskiego, Wincentego Pola, Wisławy Szymborskiej, Wybickiego, Wyspiańskiego, Zamkowa, Żeglarska, Zielona, Żeromskiego.

## Proboszczowie
- ks. Aleksander Pronobis (1945–1950)
- ks. Wacław Preis (1950–1987)
- ks. Piotr Roman Wysga (1988–2016)
- ks. Adam Gadomski (2016–2024)
- ks. Łukasz Kątny (od 2024)